# Число половинной точности
Число́ полови́нной то́чности (англ. half precision) — компьютерный формат представления чисел, занимающий в памяти половину компьютерного слова (в случае 32-битного компьютера — 16 бит или 2 байта).  Для формата IEEE 754-2008 binary16 диапазон значений ± 2−24(5.96E-8) — 65504. Приблизительная точность — 3 знака (10 двоичных знаков, log10(211)).
| Знак | Знак         | Знак         | Знак         | Знак         |              |          |          |          |          |          |          |          |          |          |          |
|      | Экспо- нента | Экспо- нента | Экспо- нента | Экспо- нента | Экспо- нента | Мантисса | Мантисса | Мантисса | Мантисса | Мантисса | Мантисса | Мантисса | Мантисса | Мантисса | Мантисса |
| 0    | 0            | 0            | 0            | 0            | 0            | 0        | 0        | 0        | 0        | 0        | 0        | 0        | 0        | 0        | 0        |
| ---- | ------------ | ------------ | ------------ | ------------ | ------------ | -------- | -------- | -------- | -------- | -------- | -------- | -------- | -------- | -------- | -------- |
| 15   | 15           | 15           | 15           | 8            | 8            | 8        | 8        | 7        | 7        | 7        | 7        | 0        | 0        | 0        | 0        |

### Кодирование поля Exponent
Числа half-precision binary floating-point кодируют поле Exponent с использованием сдвига (bias) на 15.
- Emin = 000012 − 011112 = −14
- Emax = 111102 − 011112 = 15
- Exponent bias = 011112 = 15

Другими словами, для получения настоящего порядка (для Exponent от 000012 до 111102) 
надо из закодированного поля Exponent вычесть 15 (т.е. 011112).
С помощью значений 000002 и 111112 
поля Exponent кодируют специальные случаи.
| Exponent            | Significand zero | Significand non-zero    | Equation                                        |
| ------------------- | ---------------- | ----------------------- | ----------------------------------------------- |
| 000002              | +0 , −0          | число subnormal         | (−1)signbit × 2−14 × 0.significantbits2         |
| 000012, ..., 111102 | число normalized | число normalized        | (−1)signbit × 2exponent−15 × 1.significantbits2 |
| 111112              | ±infinity        | NaN (quiet, signalling) |                                                 |

Минимальное точное денормализованное положительное значение = 
2−24 ≈ 5.96 × 10−8.
Минимальное нормализованное положительное значение = 2−14 ≈ 6.10 × 10−5.
Максимальное представляемое значение = (2−2−10) × 215 = 65504.

## Примеры чисел половинной точности
В данных примерах числа с плавающей запятой представлены в двоичном представлении. Они включают в себя бит знака, экспоненту и мантиссу.
```
0 01111 0000000000  = +1 * 2
15-15
 = 1
0 01111 0000000001  = +1.0000000001
2
 * 2
15-15
=1 + 2
-10
 = 1.0009765625 (следующее большее число после 1)
1 10000 0000000000  = -1 * 2
16-15
 = −2

0 11110 1111111111  = 65504  

0 00001 0000000000  = 2
−14
 ≈ 6.10352 × 10
−5
 (Минимальное нормальное положительное число)
0 00000 1111111111  = 2
-14
 - 2
-24
 ≈ 6.09756 × 10
−5
 (Максимальное 
денормализованное
)
0 00000 0000000001  = 2
−24
 ≈ 5.96046 × 10
−8
 (Минимальное положительное денормализованное)

0 00000 0000000000  = 0
1 00000 0000000000  = −0

0 11111 0000000000  = infinity
1 11111 0000000000  = −infinity

0 01101 0101010101  ≈ 0.33325... ≈ 1/3 
```

По умолчанию, 1/3 округляется вниз.

## Пример пересчета на языке python
```
data
 
=
 
31743
 
#0 11110 1111111111 

sign
 
=
 
data
 
>>
 
15

mantissa
 
=
 
(
data
 
&
 
0x3FF
)

degree
 
=
 
(
data
 
>>
 
10
)
 
&
 
0x1F

result
 
=
 
((
-
1
)
 
**
 
sign
)
 
*
 
(
2
 
**
 
(
degree
-
15
))
 
*
 
(
1
 
+
 
mantissa
/
2
**
10
)

print
(
result
)
 

#результат выполнения программы 65504

```

## Пределы точности на целых числах
Целые между 0 и 2047 представляются точно

Целые между 2048 и 4095 округляются вниз до ближайшего кратному 2 (четному числу)

Целые между 4096 и 8191 округляются вниз до ближайшего кратному 4

Целые между 8192 и 16383 округляются вниз до ближайшего кратному 8

Целые между 16384 и 32767 округляются вниз до ближайшего кратному 16

Целые между 32768 и 65535 округляются вниз до ближайшего кратному 32